# Strictly Personal
Albums de Captain Beefheart
Safe as Milk
(1968) Trout Mask Replica
(1969)
Strictly Personal est le second album de Captain Beefheart & His Magic Band, sorti en octobre 1968, soit presque un an après l'enregistrement du premier album Safe as Milk. La version finale de l'album a fait l'objet de controverses, car le producteur Bob Krasnow a ajouté divers effets sonores psychédéliques à un grand nombre des pistes de l'album, alors que Beefheart effectuait une tournée en Europe et apparemment sans l'approbation de ce dernier,.

## Histoire
À l'origine le groupe devait enregistrer un album pour Buddah Records intitulé It Comes to You in a Plain Brown Wrapper (la pochette et l'artwork de Strictly Personal sont en réalité des reliques de ce projet initial). Le groupe réalisa une grande quantité d'enregistrements dans cette optique en octobre et novembre 1967, avec Bob Krasnow à la production ; l'album ne fut cependant finalement pas édité en raison de réserves émises par Buddah Records. Ainsi il fallut attendre l'année suivante pour que l'album soit édité, par le propre label de Krasnow, Blue Thumb, et sous une version transformée par de ce dernier. Le matériel sonore enregistré lors des sessions précédentes fut plus tard édité, avec une version antérieure de Kandy Korn, sous le titre de Mirror Man (1971), mais aussi dans plusieurs autres compilations, dont I May Be Hungry But I Sure Ain't Weird (1992), contenant onze des prises originales utilisées pour réaliser les masters de l'album.
La chanson Ah Feel Like Ahcid fait référence à Death Letter du bluesman Son House. Beatle Bones 'n' Smokin' Stones a été reprise par The Fall dans une Peel Session de 1996.

## Titres
Chansons écrites par Captain Beefheart

### Face A
1. Ah Feel Like Ahcid – 3:05
2. Safe as Milk – 5:27
3. Trust Us – 8:09
4. Son of Mirror Man - Mere Man – 5:20

### Face B
1. On Tomorrow – 3:26
2. Beatle Bones 'n' Smokin' Stones – 3:17
3. Gimme Dat Harp Boy – 5:04
4. Kandy Korn – 5:06

## Personnel
- Don Van Vliet - chant, harmonica
- Alex St. Clair - guitare
- Jeff Cotton - guitare
- Jerry Handley - guitare basse
- John French - batterie